# Zamek Frohburg
Zamek Frohburg (niem. Schloss Frohburg) – zabytkowy zamek w Frohburg (Saksonia).
W latach 1220–1250 powstaje romańska warownia. W latach 1549–1628 zamek jest w posiadaniu Melchiora von Kreutzen. Następnie w 1649 jest własnością Augusta von Kötteritz a w 1681 barona Friedricha von Born; następnie jego syna Georga von Born. W 1712 warownia jest w rękach Karla von Boses a w 1721 Philippa zu Eltz. W 1727 zamek jest w posiadaniu Philippa von Hardenberg a w latach 1777-1798 Johanna Blümnera i jego syna Ernsta Blümnera. W 1888 Friedrich Ludwig przyjmuje nazwiska dwóch rodzin Krug von Nidda i von Falkenstein.

## Galeria

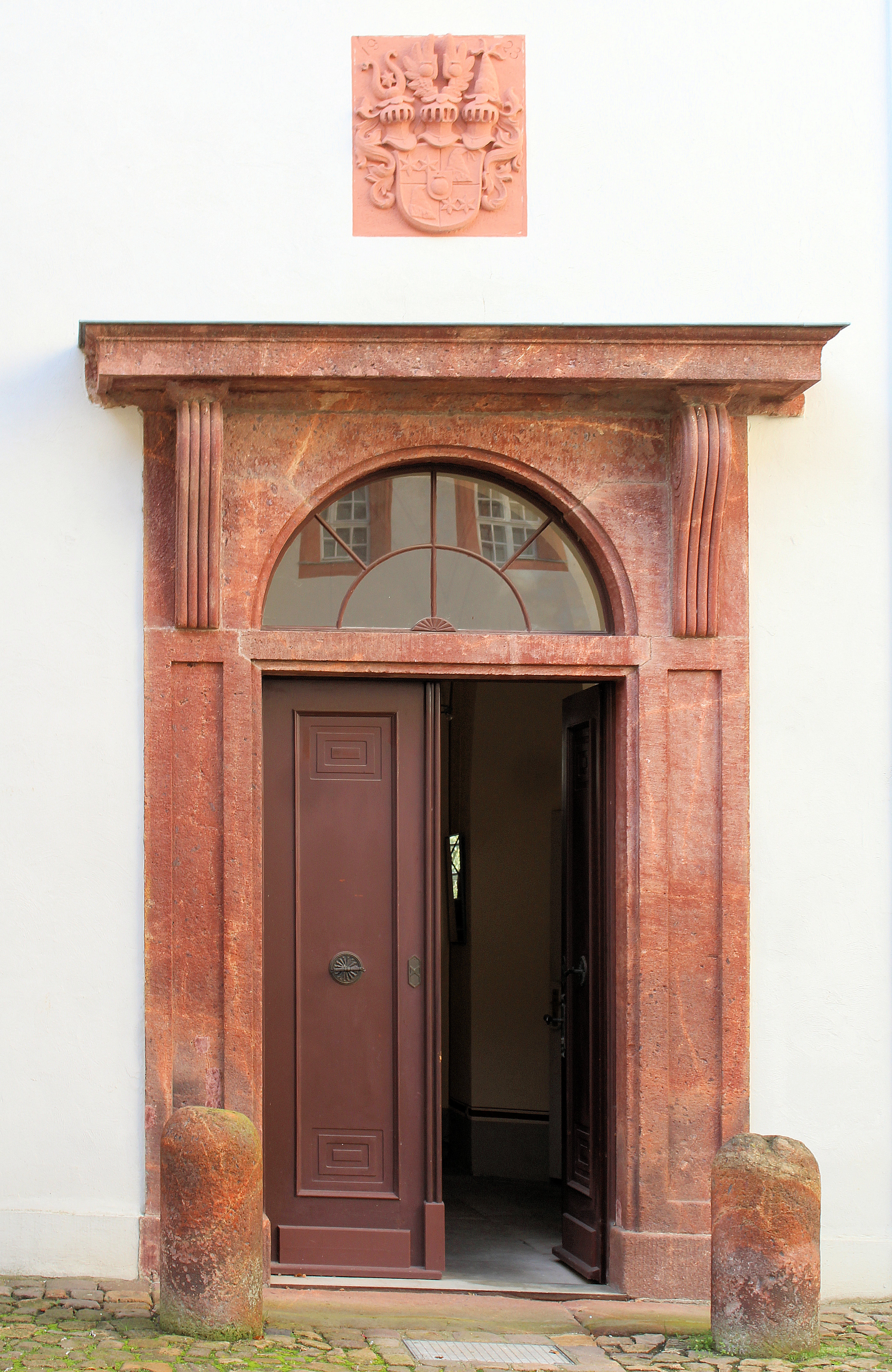
Portal z herbem
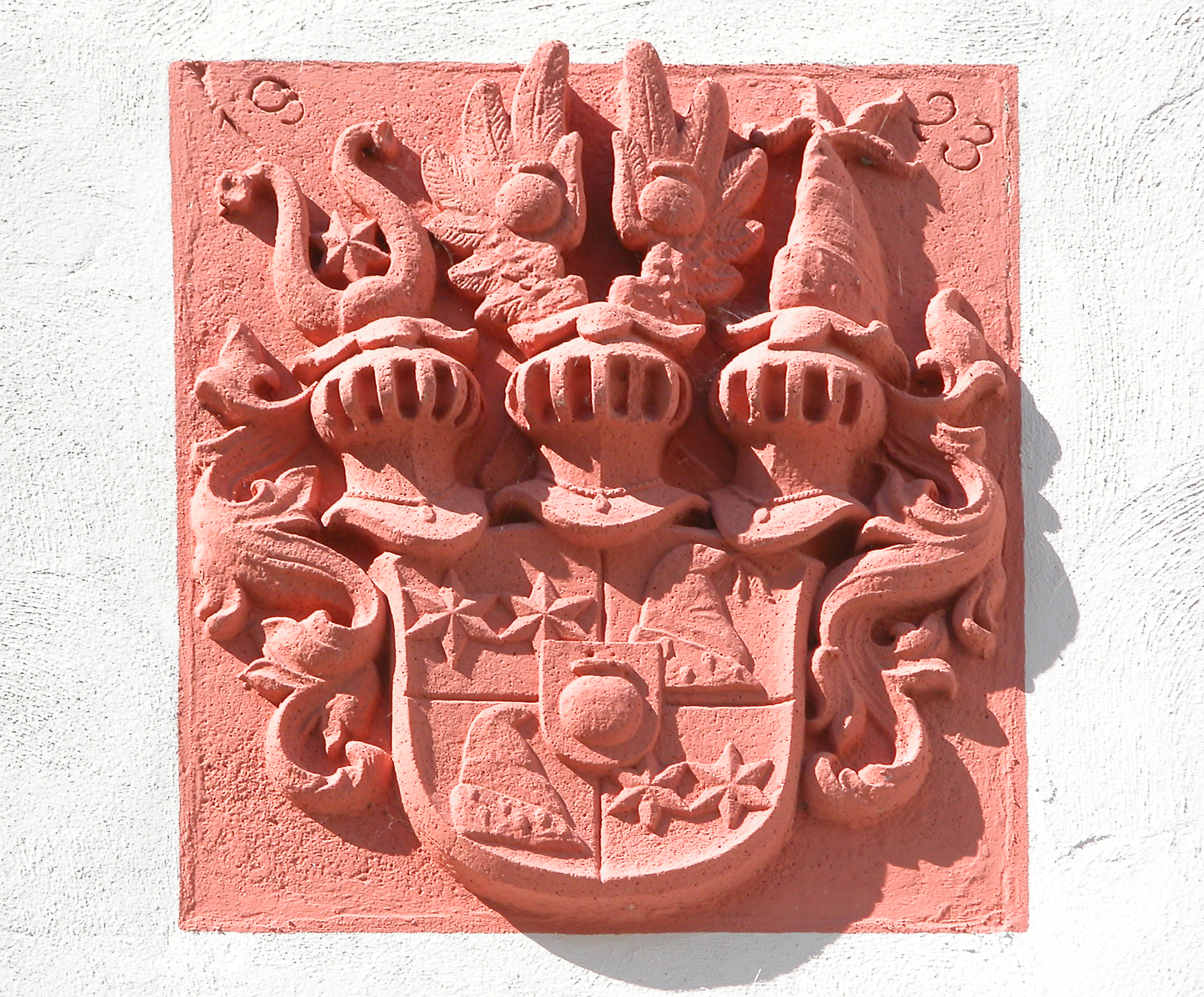
Herb Krug v. Nidda u. Falkenstein, 1923
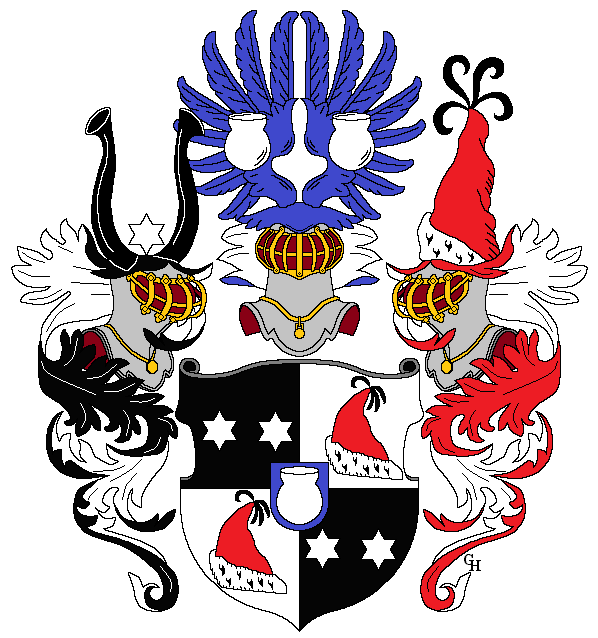
Herb Krug von Nidda und Falkenstein